# Muzeum Ziemi Chełmskiej w Chełmie
Muzeum Ziemi Chełmskiej im. Wiktora Ambroziewicza w Chełmie – muzeum z siedzibą w Chełmie. Placówka jest miejską jednostką organizacyjną. Jej siedzibą są cztery budynki na terenie miasta: przy ul. Lubelskiej nr 55 (dawne Kolegium Pijarskie), nr 56a (budynek dawnej drukarni „Zwierciadło”) i nr 57 (zespół XIX wiecznych kamieniczek) oraz ul. św. Mikołaja 4 (dawna cerkiew św. Mikołaja).

## Historia
Pierwsza placówka muzealna w Chełmie – Cerkiewno-Archeologiczne Muzeum – została powołana przez władze carskie w 1882 roku. Zgromadzono w nim eksponaty, pochodzące z cerkwi greckokatolickich, które podczas likwidacji unickiej diecezji chełmskiej zostały zamienione na świątynie prawosławne, a ich wyposażenie gruntownie przekształcono. Były to ikony, obrazy, rzeźby, księgi i przedmioty liturgiczne. Działało do 1915 roku, kiedy to nastąpiła rosyjska ewakuacja
Po zakończeniu I wojny światowej ocalałe zbiory przeniesiono do gmachu Gimnazjum im. S. Czarneckiego, gdzie staraniem dyrektora szkoły, Wiktora Ambroziewicza, utworzono Muzeum Ziemi Chełmskiej. Placówka działała do wybuchu II wojny światowej.
Po wyzwoleniu rozpoczęto starania o reaktywację placówki, a głównym ich orędownikiem był tutejszy regionalista, Kazimierz Janczykowski. W latach 1953–1969 przeniesiono zbiory z gmachu Gimnazjum do wyremontowanego budynku dawnego Kolegium Pijarów przy ul. Lubelskiej. W 1972 roku przy muzeum powstała „Galeria 72”, która dała początek galerii sztuki współczesnej.
W latach 80. XX wieku placówka uzyskała kolejne budynki: dawną cerkiew przy ul. św. Mikołaja oraz kamienicy przy ul. Lubelskiej 57. Natomiast w 1999 roku przejęła budynek przy ul. Lubelskie 56a.
W 1976 roku, w związku z utworzeniem województwa chełmskiego, placówka otrzymała nazwę Muzeum Okręgowe w Chełmie. Natomiast w 1999 roku nazwę tę zmieniono na Muzeum Ziemi Chełmskiej. W 2009 roku muzeum nadano imię Wiktora Ambroziewicza.
W 2010 muzeum zostało odznaczone Srebrnym Medalem „Zasłużony Kulturze Gloria Artis”.

## Zbiory
W muzeum prezentowane są następujące wystawy stałe:
- „Skarby przyrody” (od 2010 roku), prezentująca eksponaty przyrodnicze, geologiczne i paleontologiczne. Wśród eksponatów znajdują się okazy tutejszej fauny i flory (m.in. niedźwiedź brunatny, upolowany w 1904 roku), minerały, skamieniałe drzewa oraz skamieliny takich zwierząt kopalnych jak: nosorożec włochaty, niedźwiedź jaskiniowy, piżmowół oraz mamut.
- „Powrót od przeszłości”, obejmująca zbiory archeologiczne i etnograficzne, na które składają się dawne przedmioty codziennego użytku, eksponaty związane z dawnym rzemiosłem, stroje ludowe oraz wystroje domów (meble, sztuka ludowa).
- „Chełmska bezpieka i jej ofiary”, prezentująca działalność chełmskiego Powiatowego Urzędu Bezpieczeństwa Publicznego, działającego w latach 1945–1956 i jego represji wobec żołnierzy podziemia niepodległościowego (m.in. Armii Krajowej, Zrzeszenia Wolność i Niezawisłość, Batalionów Chłopskich oraz Narodowych Sił Zbrojnych).
- „Tradycje kolejowe Chełma – Dworzec Główny PKP w Chełmie”, ukazująca historię kolejnictwa w mieście, szkolnictwa kolejowego oraz dawne gmachy dworca.

Muzeum jest obiektem całorocznym, czynnym z wyjątkiem poniedziałków. Wstęp jest płatny.

## Galeria

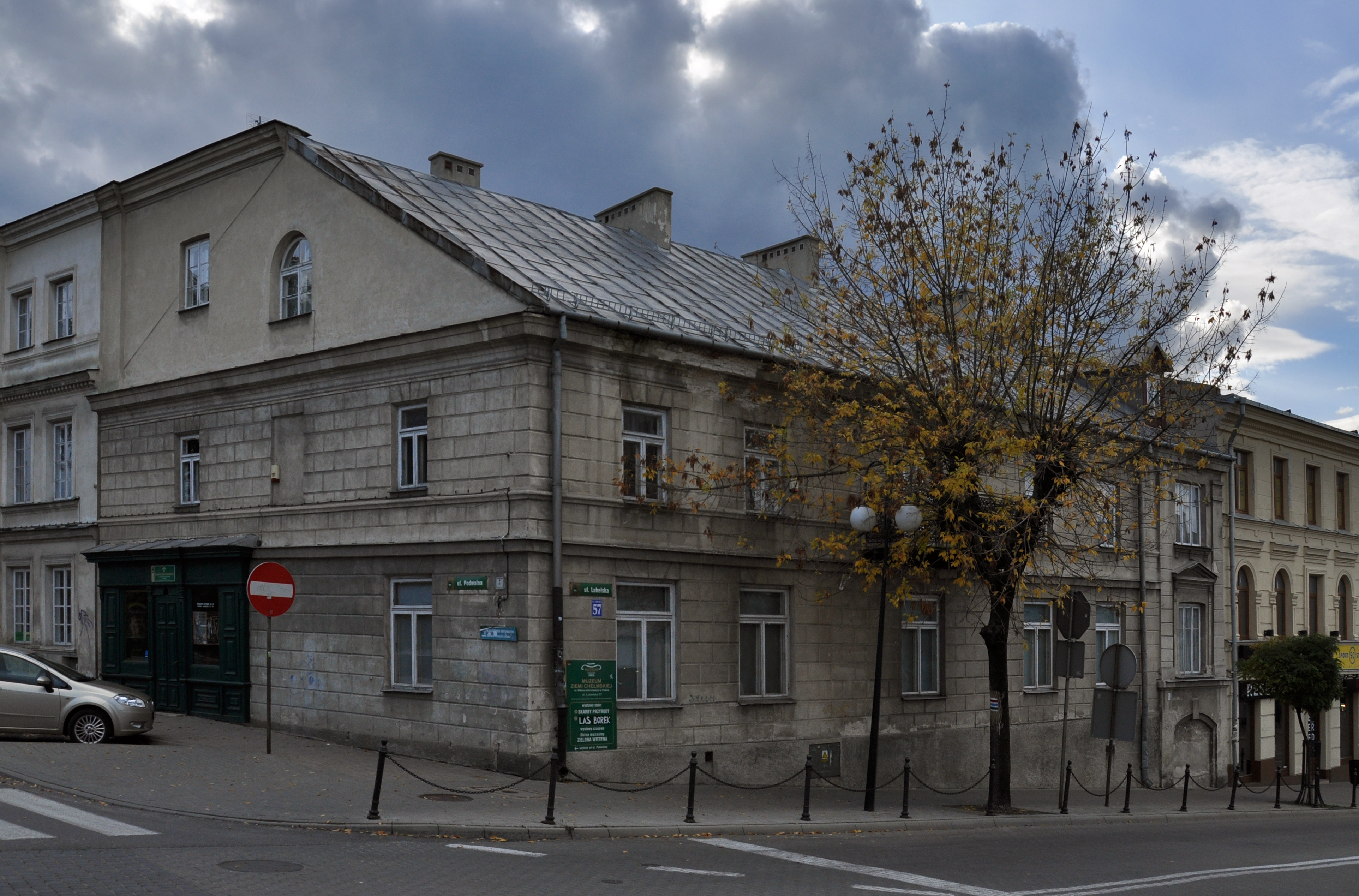
Budynek muzeum przy ul. Lubelskiej 57
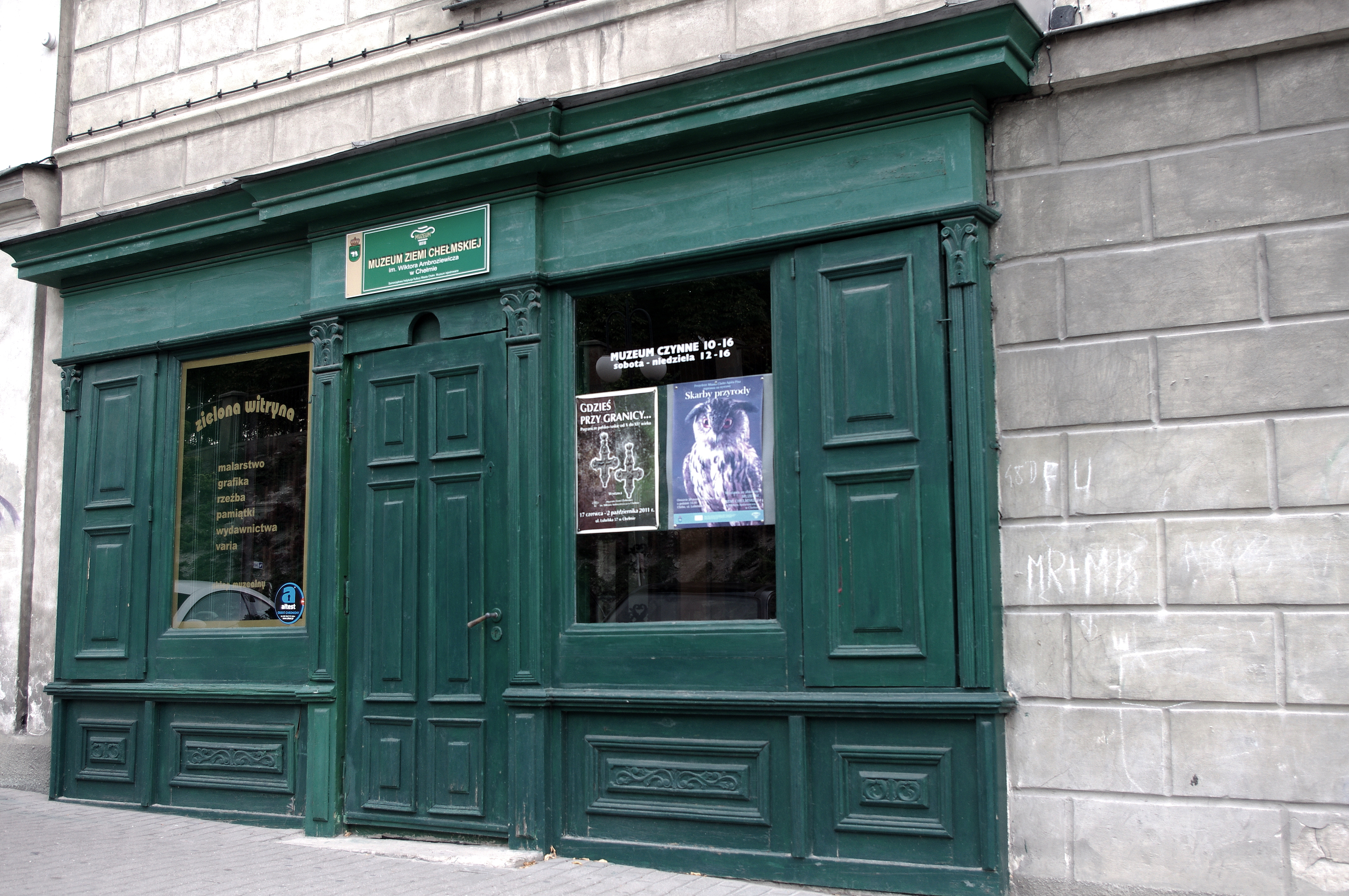
Wejście do budynku przy ul. Lubelskiej 57
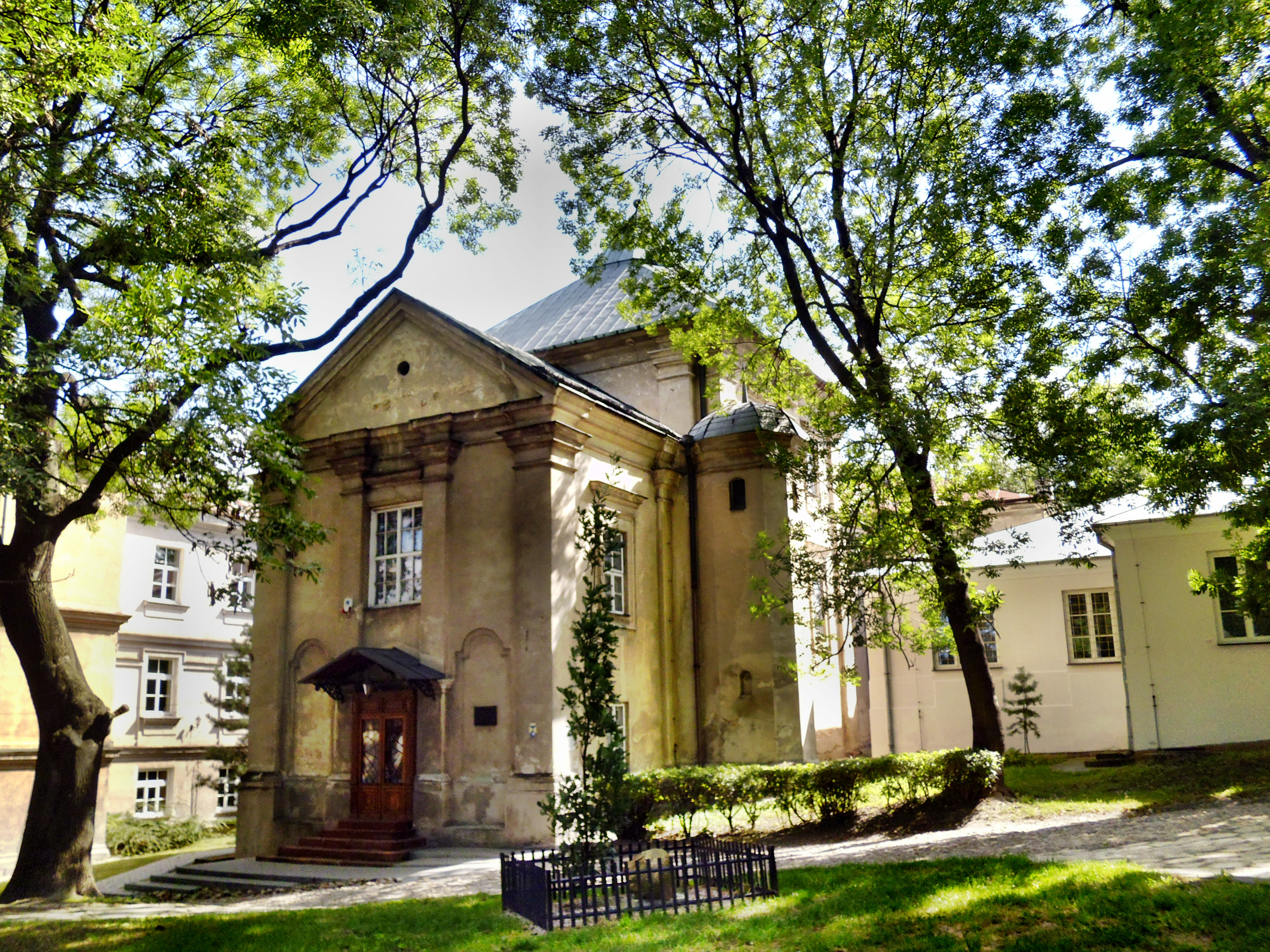
Dawna cerkiew św. Mikołaja